# Badridjani nigvzit
Le badridjani (géorgien : ბადრიჯანი) nigvzit est un plat géorgien fait avec des aubergines grillées puis farcies avec de la pâte de noix épicée. Il est souvent garni de graines de grenade.